# Przatów Górny
Przatów Górny [pronunciación en polaco: /ˈpʂatuf ˈɡUrnaɨ/] es un pueblo ubicado en el distrito administrativo de Gmina Szadek, dentro del Condado de Zduńska Wola, Voivodato de Łódź, en Polonia central. Se encuentra aproximadamente a 5 kilómetros al sureste de Szadek, a 9 kilómetros al noreste de Zduńska Wola, y a 34 kilómetros al suroeste de la capital regional Łódź.